# Shamisen
 (février 2014).
Si vous disposez d'ouvrages ou d'articles de référence ou si vous connaissez des sites web de qualité traitant du thème abordé ici, merci de compléter l'article en donnant les références utiles à sa vérifiabilité et en les liant à la section « Notes et références ».

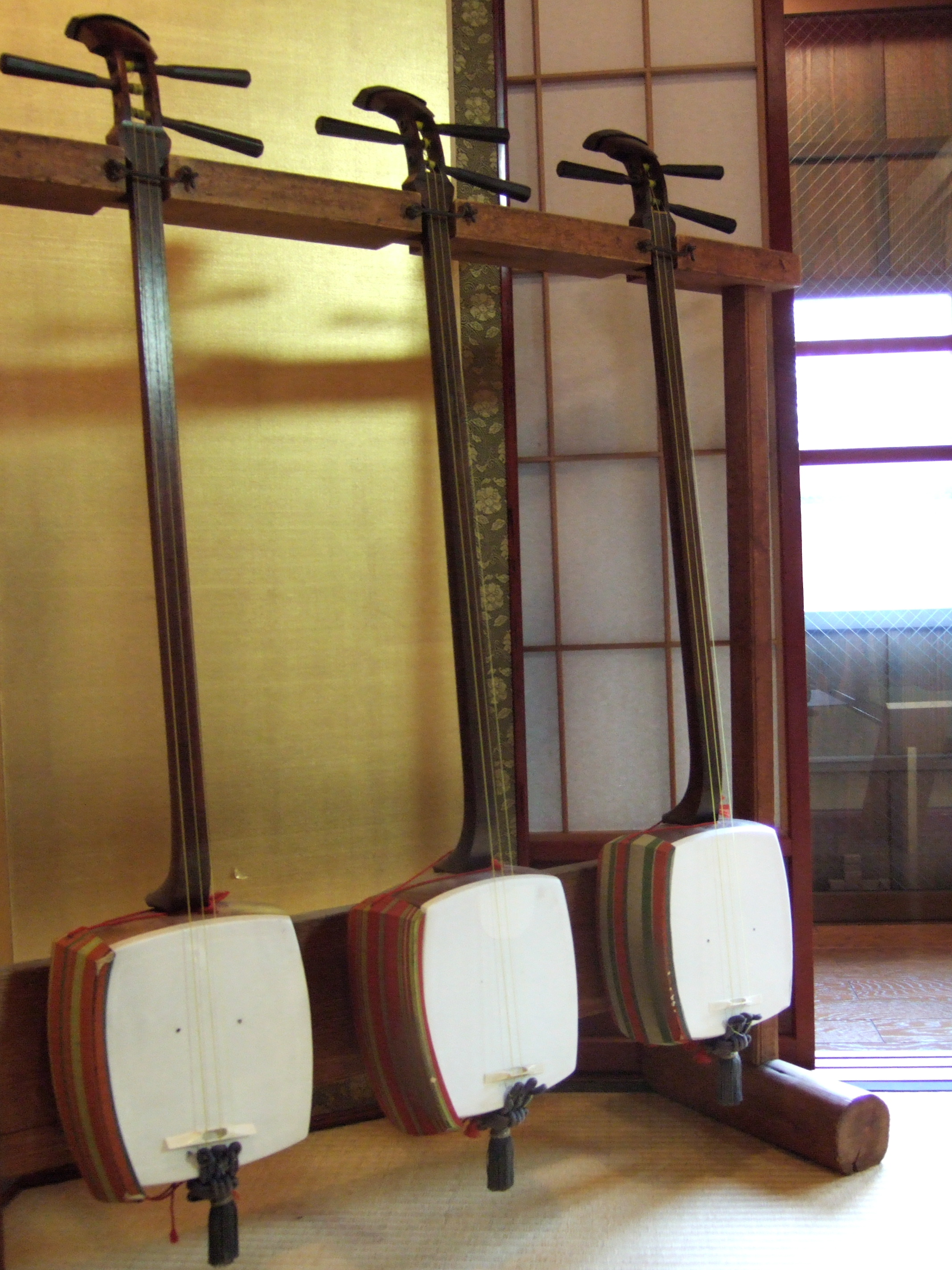
Trois shamisens au musée de Kanazawa.

Le shamisen (三味線, shamisen, « trois cordes parfumées ») est un instrument de musique traditionnel à cordes pincées utilisé en musique japonaise. C'est un luth à long manche à la touche lisse.
Le shamisen est dérivé d'un instrument chinois, le sanxian, introduit dans l'île d'Okinawa au milieu du XVIe siècle et très vite adapté à la musique de la cour du royaume de Ryūkyū, alors tributaire de la dynastie Ming depuis l'époque Sanzan puis l'unification de ce royaume. C'est au début de la période Edo (1603-1868) qu'il fit son apparition dans les autres îles de l'archipel japonais.

## Lutherie

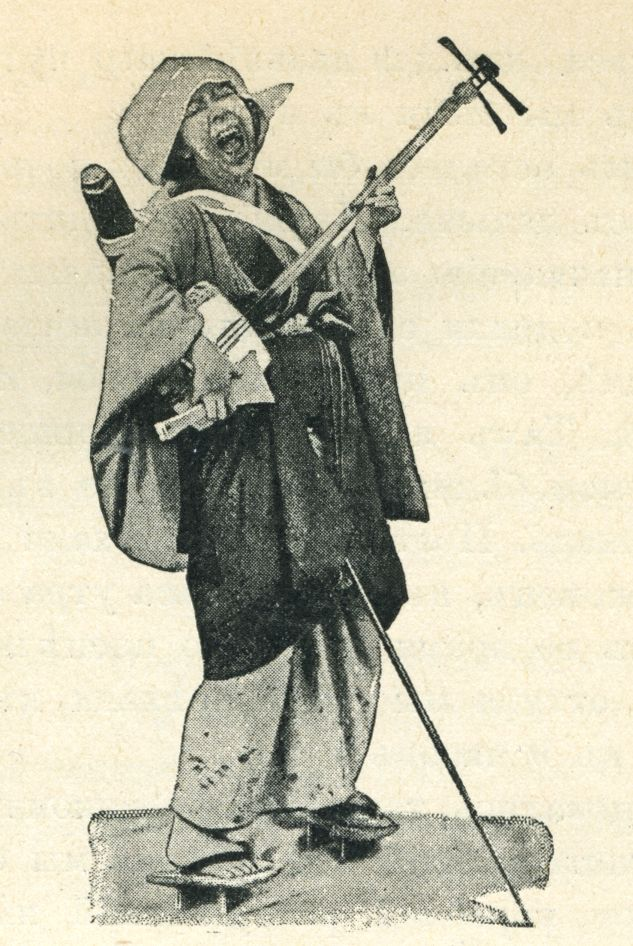
Joueur de shamisen. Illustration parue dans Le Japon et les Japonais en 1902.

Le shamisen est un luth mesurant de 110 à 140 cm dont la caisse de résonance carrée est traditionnellement construite en bois de santal et recouverte de peau de chat ou de chien, à l'exception du shamisen de l'île d'Okinawa qui est traditionnellement recouvert de peau de serpent et est appelé sanshin (三線) ou jabisen (蛇皮線). La table en peau fait qu'on donne parfois au shamisen le nom de « banjo japonais ».
Le manche est long et fin sans frettes. Il est muni de trois cordes (d'où le nom de l’instrument, qui signifie littéralement « trois cordes du goût ») de soie ou de nylon.
Le tsugaru shamisen a un manche plus large et est destiné au style du même nom.

## Jeu

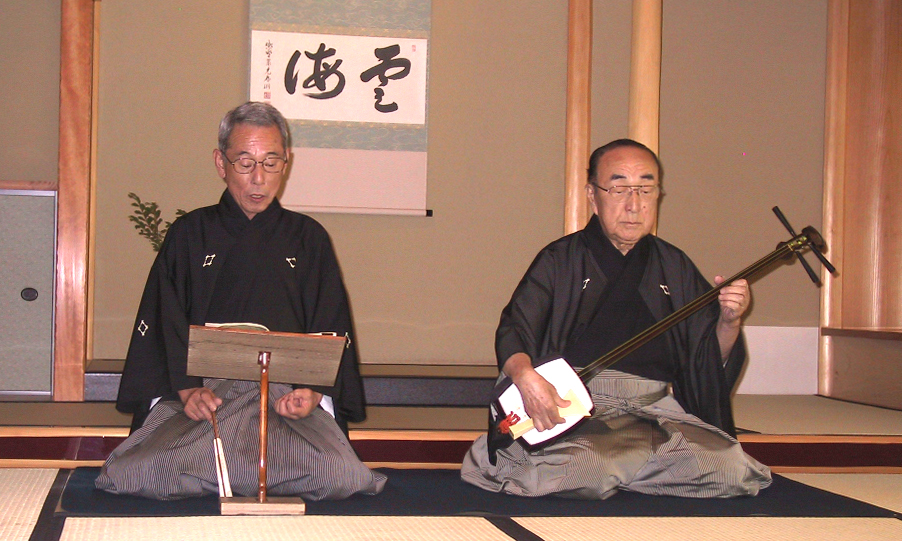
Joueur de shamisen accompagnant un chanteur.

On joue du shamisen agenouillé sur un zabuton en pinçant les cordes à l'aide d'un large plectre en ivoire (bâshô ou bachi). La musique traditionnelle intercale au milieu de la mélodie de longs silences qui donnent d'autant plus de force aux notes.
Il est utilisé avec des voix dans les chants populaires et comme instrument soliste ou d'ensemble (comme dans les orchestres de kabuki). Il devint l'instrument de prédilection des geishas.
Il existe des styles particuliers et régionaux : min'yō, tsugaru shamisen.
Des musiciens contemporains, comme les Yoshida Brothers, utilisent le shamisen pour produire des musiques très rythmées plus proches de ses origines okinawaïennes.
Il est également présent dans les musiques actuelles et modernes. Ainsi le groupe de rock Wagakki Band utilise le tsugaru shamisen.